# Dušan Popov
Dušan "Duško" Popov (in cirillico serbo Душан "Душко" Попов) (Titel, 10 luglio 1912 – Opio, 10 agosto 1981) è stato un agente segreto serbo, arruolato dai servizi della Germania nazista, che, durante la seconda guerra mondiale, sotto lo pseudonimo Tricycle (Triciclo), faceva il doppio gioco per l'Intelligence inglese MI5. La sua mitica figura avrebbe ispirato Ian Fleming nella creazione del personaggio di James Bond.

## Biografia
Duško Popov apparteneva a una ricca famiglia serba. Passò l'infanzia a Ragusa per poi frequentare la corte dell'allora Regno di Jugoslavia. Poliglotta, assieme ai due fratelli Ivo (diverrà anch'egli una spia) e Vladan, studiò nelle migliori scuole europee e a 24 anni ottenne il dottorato in legge all'Università di Friburgo. Qui era divenuto amico inseparabile di Johann Jebsen, uno studente dallo stile di vita epicureo, figlio di ricchi armatori.
Lo studente Duško era un dandy liberale e spaccone e si attirò l'avversione dei nazisti, finché la Gestapo lo mise in stato di detenzione provvisoria. L'amico Jebsen allora allertò la famiglia Popov, affinché attivasse le proprie amicizie in Germania per evitare al figlio il campo di concentramento. Duško fu liberato, ma l'episodio lo rese un convinto antinazista. Jebsen venne poi reclutato dall'Abwehr, il servizio d'informazione militare tedesco, e propose all'amico di diventare anche lui una spia per la Germania. Ma, quando fu reclutato a sua volta dai tedeschi, Duško avvertì lo spionaggio britannico.
Inviato in Inghilterra dall'Abwehr, Duško Popov iniziò a fare il doppio gioco trasmettendo ai tedeschi le informazioni false che gli passavano i servizi inglesi. Grazie alla sua copertura di giovane e ricco uomo d'affari, amante della bella vita, divenne uno dei principali elementi del Sistema XX (o Sistema della Doppia Croce), la rete antispionaggio organizzata dall'MI5. Durante il primo periodo della guerra si recava spesso in Portogallo, paese neutrale, dove il suo ufficiale di collegamento tedesco lo contattava al Casino dell'Hotel Palácio di Lisbona. Qui, o al casino dell'Estoril, Popov mise a segno un clamoroso bluff contro un ricco lituano al tavolo del baccarat. L'allora agente segreto inglese Ian Fleming assistette alla scena, che poi avrebbe immortalato nel primo libro di James Bond, Casino Royale.
Nel 1941 l'Abwehr lo inviò negli Stati Uniti per reperire finanziamenti con cui retribuire una rete associata di spie. Ma Popov, incuriosito dell'interesse giapponese per l'attacco compiuto dagli inglesi alla base navale di Taranto utilizzando una portaerei e associando a questo fatto l'interesse di Tokyo per la base americana nelle Hawai, confezionó un dettagliato questionario riguardante Pearl Harbor, ipotizzando che i giapponesi l'avessero presa di mira per il loro attacco all'America. Popov passò il questionario ai servizi inglesi e poi a quelli americani, che furono così messi al corrente dei piani giapponesi 4 mesi prima dell'attacco. Tuttavia il capo dell'FBI, Edgar Hoover, non si fidava di Popov che nel frattempo, per i suoi comportamenti da playboy, era stato accusato di prossenitismo. Gli americani finirono per non dar peso alle informazioni di Duško, che rischiò anche di essere scoperto dai tedeschi.
Nel 1944 Popov partecipò all'Operazione Fortitude, che aveva lo scopo di confondere i tedeschi circa i piani di sbarco degli Alleati nel continente europeo. L'arresto di Johann Jebsen, che come Popov faceva il doppio gioco per gli inglesi, mise in allarme i servizi britannici, i quali, temendo che il doppio ruolo di Popov venisse svelato, cessarono di passargli informazioni. Tuttavia, dopo un certo tempo, non evidenziandosi alcun indizio che Popov fosse stato scoperto, ripresero a utilizzarlo per passare informazioni false ai tedeschi.
Dopo la guerra, gli venne riconosciuta cittadinanza britannica e fu decorato di medaglia dell'Ordine dell'Impero Britannico nel 1947. Nel 1974 pubblicò un'autobiografia con il titolo Spia contro spia. Morì nel 1981, all'età di 69 anni, lasciando una giovane vedova e tre figli. Duško Popov fu un noto playboy. Durante il suo soggiorno in America ebbe una relazione con la famosa attrice francese Simone Simon.